# Ypiranga Clube
Ypiranga Clube – brazylijski klub piłkarski z siedzibą w mieście Macapá, stolicy stanu Amapá.

## Osiągnięcia
- Mistrz stanu Amapá (Campeonato Amapaense) (8): 1976, 1992, 1994, 1997, 1999, 2002, 2003, 2004
- Mistrz drugiej ligi stanu Amapá: 1964, 1987
- Półfinał Copa Norte: 1998

## Historia
Klub Ypiranga założony został 15 maja 1963 roku z inicjatywy ojca Vitório Gallianiego, wikarego Nossa Senhora da Conceição, który opiekował się młodymi członkami Juventude Oratoriana do Trem (JOT), ruchu związanego z kościołem Vitório Gallianiego. Ponieważ Galliani był miłośnikiem Interu Mediolan, wybrał dla nowego klubu barwy identyczne z ulubionym klubem, czyli czarno-niebieskie. Pierwszym prezesem klubu wybrany został Guaracy Freitas.
W 1963 roku klub wstąpił do federacji piłkarskiej stanu Amapá (Federação Amapaense de Desportos). W 1964 roku Ypiranga zadebiutowała w drugiej lidze stanowej. Debiut był niezwykle udany, gdyż drużyna, którą kierował trener Francisco Sales de Lima (zwany "Chicão") dotarła do finału grugiej ligi, gdzie na stadionie Augusto Antunes pokonała 6:3 drużynę Independente. Zwycięski zespół składał się z następujących graczy: Manguinha, Lindoval, Barata, Guaracy, Suzico, Adauto, Ary, Peninha, Artur, Narciso, Almeida. Rezerwowymi piłkarzami byli: Elcio, Horácio, Otílio, Gadelha, Lery, Trombone, Tônati, Sabá Balieiro, Joaquim Neto.
W roku 1976 Ypiranga zdobył swoje pierwsze mistrzostwo stanu po remisie 0:0 z klubem Santana na stadionie Estádio Municipal Glicério de Souza Marques. Pierwsza w historii drużyna mistrzowska składała się z następujących piłkarzy: Emanuel, Buiuna, Damasceno, Waldir, Pitéo, Duranil, Dival, Ananízio, Tadeu, Jason, Dilermano oraz w rezerwie Odival, Paulo César, Bolinha, Orlandino, João Oliveira, Padeirinho Dewson, Nena. W 1986 roku po bardzo słabym występie klub spadł do drugiej ligi stanowej, którą jednak rok później wygrał i w 1988 roku znów pojawił się w pierwszej lidze.
W roku 1991, gdy prezesem klubu był Luiz Góes, Ypiranga stała się klubem zawodowym. W 1992 roku klub zdobył mistrzostwo stanu już jako klub zawodowy. Zwycięska drużyna składała się z następujących piłkarzy: Maurício, Zé Preta, Ponga, Cid, Neirivaldo, Edgar, Edvaldo, Serginho, Tiaguinho, Miranda, Jorginho Macapá. Całością kierował trener Dadá Maravilha, który jako piłkarz zdobył mistrzostwo świata w 1970 roku.